# ایزوسیتریک اسید
ایزوسیتریک اسید (به انگلیسی: Isocitric acid) یک هیدروکسی اسید با شناسه پاب‌کم ۱۱۹۸ است که جرم مولی آن ۱۹۲٫۱۲۴ g/mol می‌باشد. هیدروکسی اسیدها گروهی از اسیدهای کربوکسیلیک هستند که یک گروه عاملی هیدروکسیل به آنها افزوده شده است. 